# Dendromurinae
Dendromurinae — підродина мишуватих гризунів родини Незомієві (Nesomyidae). Представники поширені в Африці. Скам'янілості, віднесені до Dendromurinae відомі з міоцену Азії (15 мільйонів років тому). Вважається, що дендромуріни вторглися Африку і вимерли в Азії через конкуренцію з іншими гризунами.

## Класифікація
Підродина Dendromurinae містить 6 родів і 25 видів:
- Dendromus
- Dendroprionomys
- Malacothrix
- Megadendromus
- Prionomys
- Senoussimys†
- Steatomys
- Ternania†